# Stefan Leriov
Ne pas confondre avec Viorel Ștefan, entrepreneur et homme politique roumain.
Stefan Leriov (né Viorel Stefaneanu, le 14 mai 1947 à Bucarest) est un écrivain et dramaturge français d'origine roumaine qui écrit aussi sous le nom de plume de Viorel Stefan.

## Biographie
Il obtient le statut de réfugié politique en France à partir de 1976, et la nationalité française en 1979.
Docteur en littérature comparée, il soutient sa thèse intitulée Le phénomène totalitaire dans l'œuvre de Dostoïevski et de certains écrivains français (1979, Université Sorbonne-Nouvelle) à Paris.

## Ouvrages
- La Fuite, pièce de théâtre, Collection L'Avant-scène Théâtre, 1981  (ISBN 2-7498-0200-8)[1].
- L'Avant-scène, pièce de théâtre, 1983, représentée au Théâtre municipal de Metz et diffusée sur France Culture.
- Casino Mirage, roman, éditions Abordables, 2017  (ISBN 978-2374310664).
- Justice de nuit, pièce de théâtre, éditions L'Harmattan, 2019  (ISBN 978-2-343-17446-4).